# Юліус Кронберг
Юліус Кронберг (швед. Julius Kronberg; 1850, Карлскруна — 17 жовтня, 1921, Стокгольм) — шведський художник і викладач зламу ХІХ-XX століть. Професор Стокгольмської художньої академії.

## Життєпис
Народився в Карлскруна. Підлітком 14 років був влаштований на навчання у Стокгольмську художню академію. 
Виявив художні здібності й отримав стипендію, що надало можливість  відбути у Європу. Продовжив навчання у Дюссельдорфі. Згодом перебрався до міста Мюнхен, де вивчав декоративно-ужиткове мистецтво. Художню освіту шліфував у місті Рим, де вивчав техніку і стилістику стінописів попереднього періоду. Серед італійських митців минулого найбільший вплив на художню свідомість шведського художника мали твори Джованні Баттіста Тьєполо. В місяці перебування у Мюнхені й у Римі спілкувався з декількома шведськими художниками й діячами мистецтва, серед котрих був і Генрік Ібсен. У творчому доробку Кронберга — «Портрет Генріка Ібсена».

## Видатний художник-декоратор
Здібності Кронберга яскраво розкрилися в декоративній галузі. Він виявився чудовим імітатором стилістики бароко в ХІХ ст. Саме імітатором, а не копіїстом чи майстром-фальсифікатором, що виготовляв картини в бароковому стилі XVIII століття і продавав їх як автентичні твори доби бароко. Це авторські твори художника. Серед декоративних творів цього напрямку у Кронберга три декоративні плафони для Королівського палацу у Стокгольмі, плафон для драматичного театру, декілька панно для палацу Халлвіл (перетвореного на музей), парадний портрет «Слава вінчає короля Швеції Карла XII». 

## Майстерня художника
По смерті художника його майстерню передали як цілісний експонат до Скандинавського музею. 

## Вибрані твори
- «Діана»
- «Сатир і німфа»
- «Білий папуга», 1873 р.
- «Давид грає для царя Саула», 1885 р.
- «Два Амури з квітами»
- «Слава вінчає короля Швеції Карла XII»
- Три декоративні плафони, Королівський палац, Стокгольм
- Плафон для драматичного театру
- Біблійні сцени. Купол церкви Адольфа Фредеріка
- «Гриби печериці», 1908 р.
- Декоративні панно, палац Халлвіл, Стокгольм

## Декоративні композиції в стилі необароко

«Два Амури з квітами»

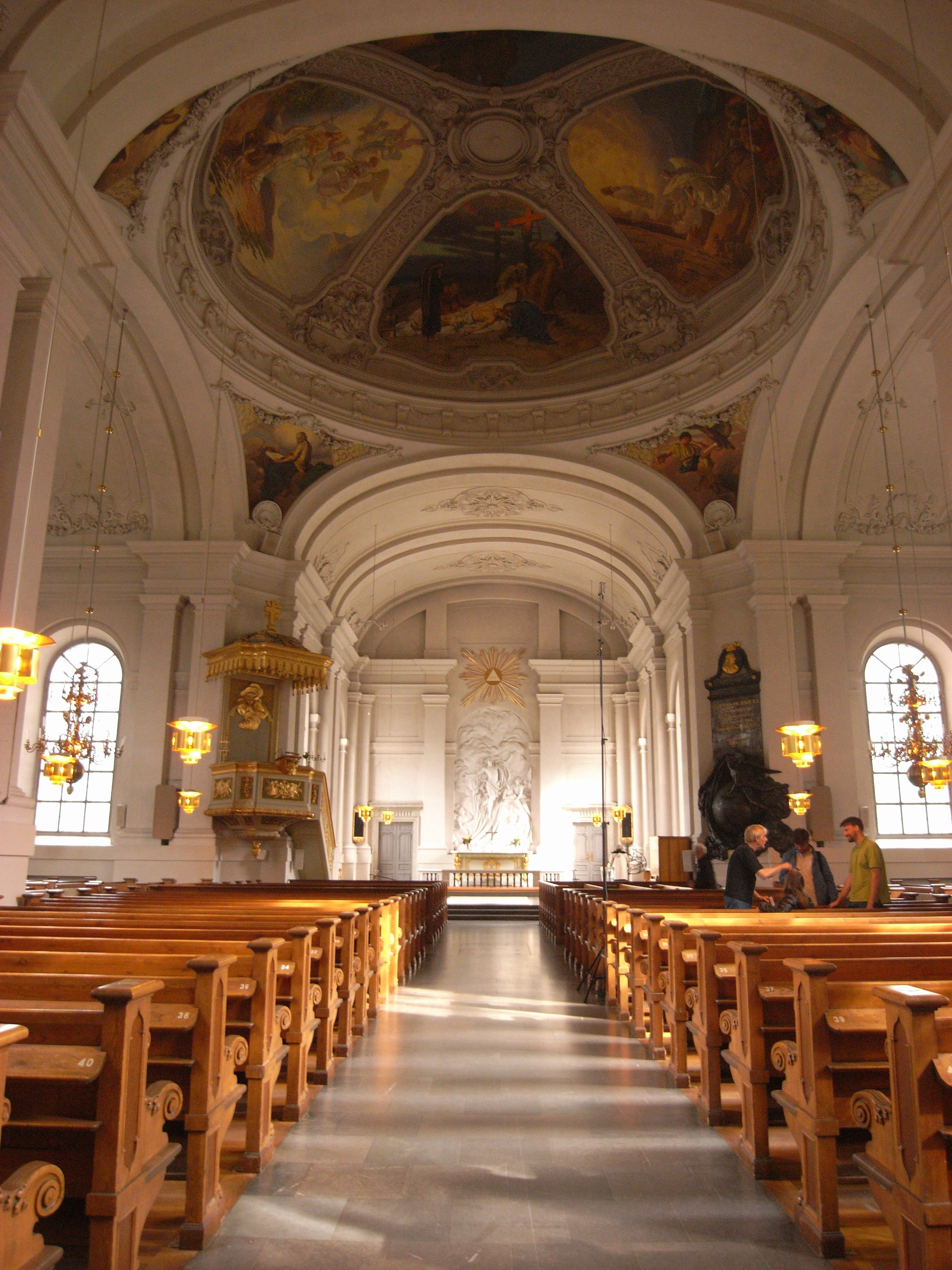
Купол церкви Адольфа Фредеріка, інтер'єр
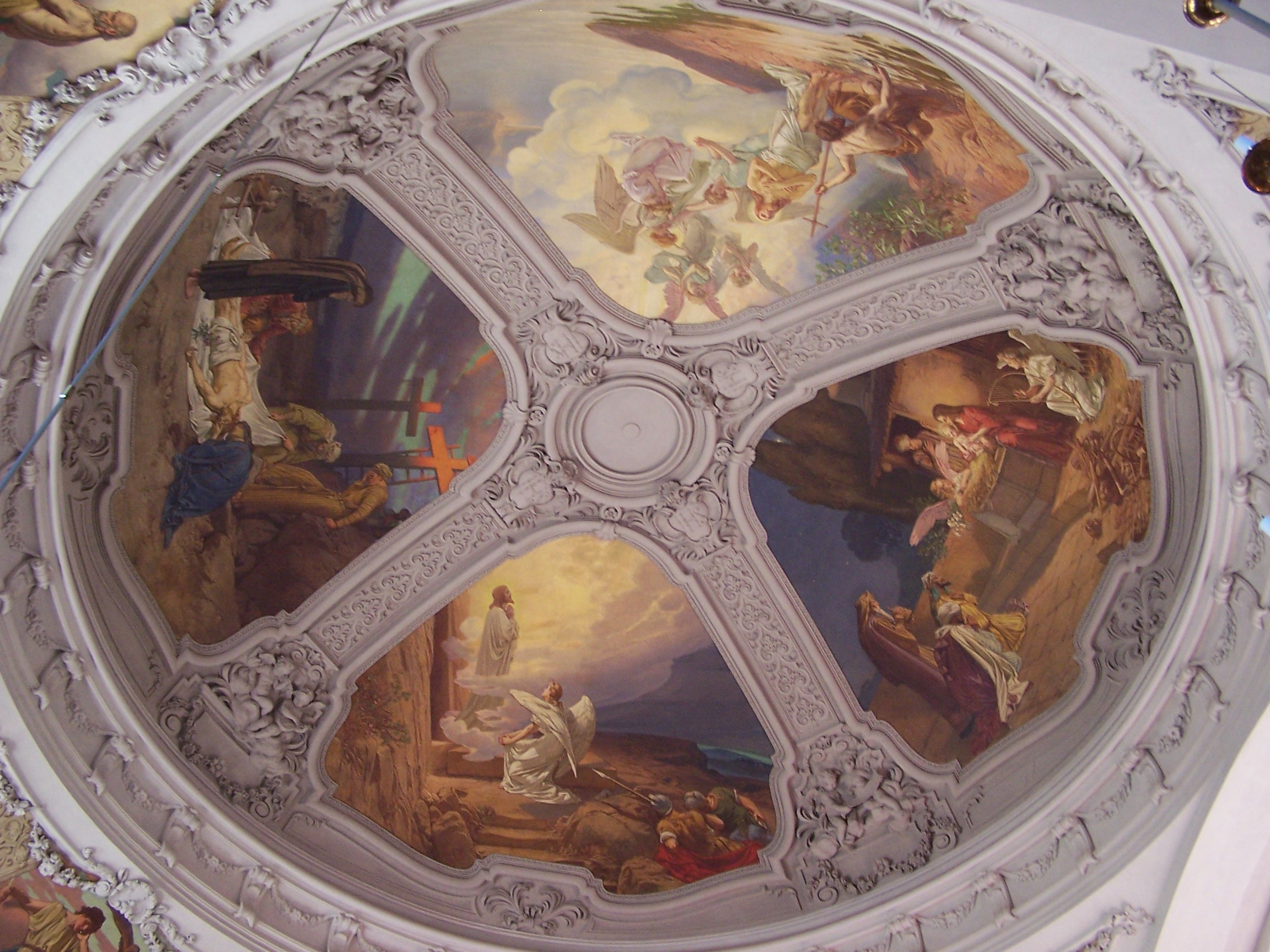
Біблійні сцени.Купол церкви Адольфа Фредеріка
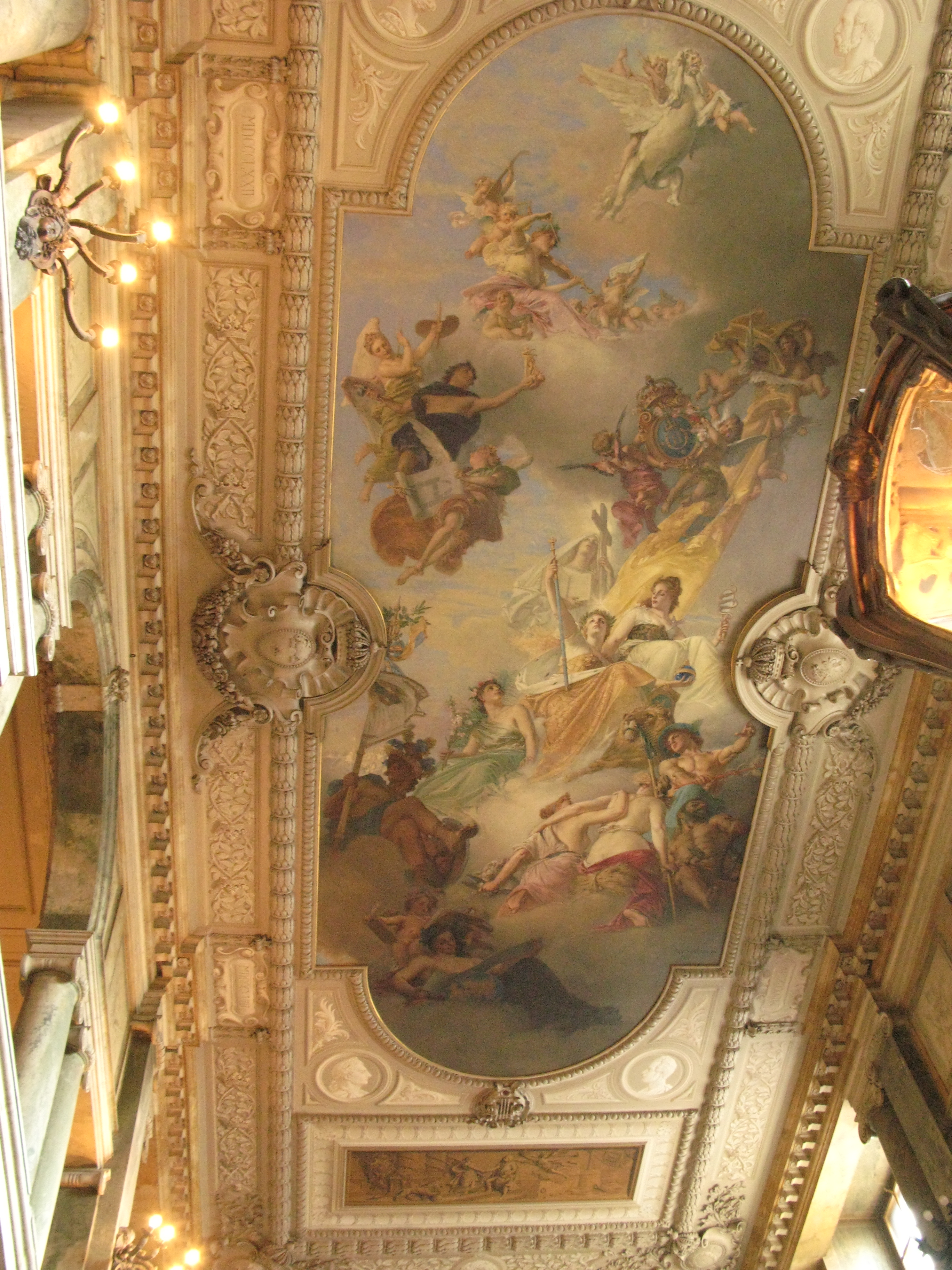
Плафон, Королівський палац, Стокгольм

## Галерея картин

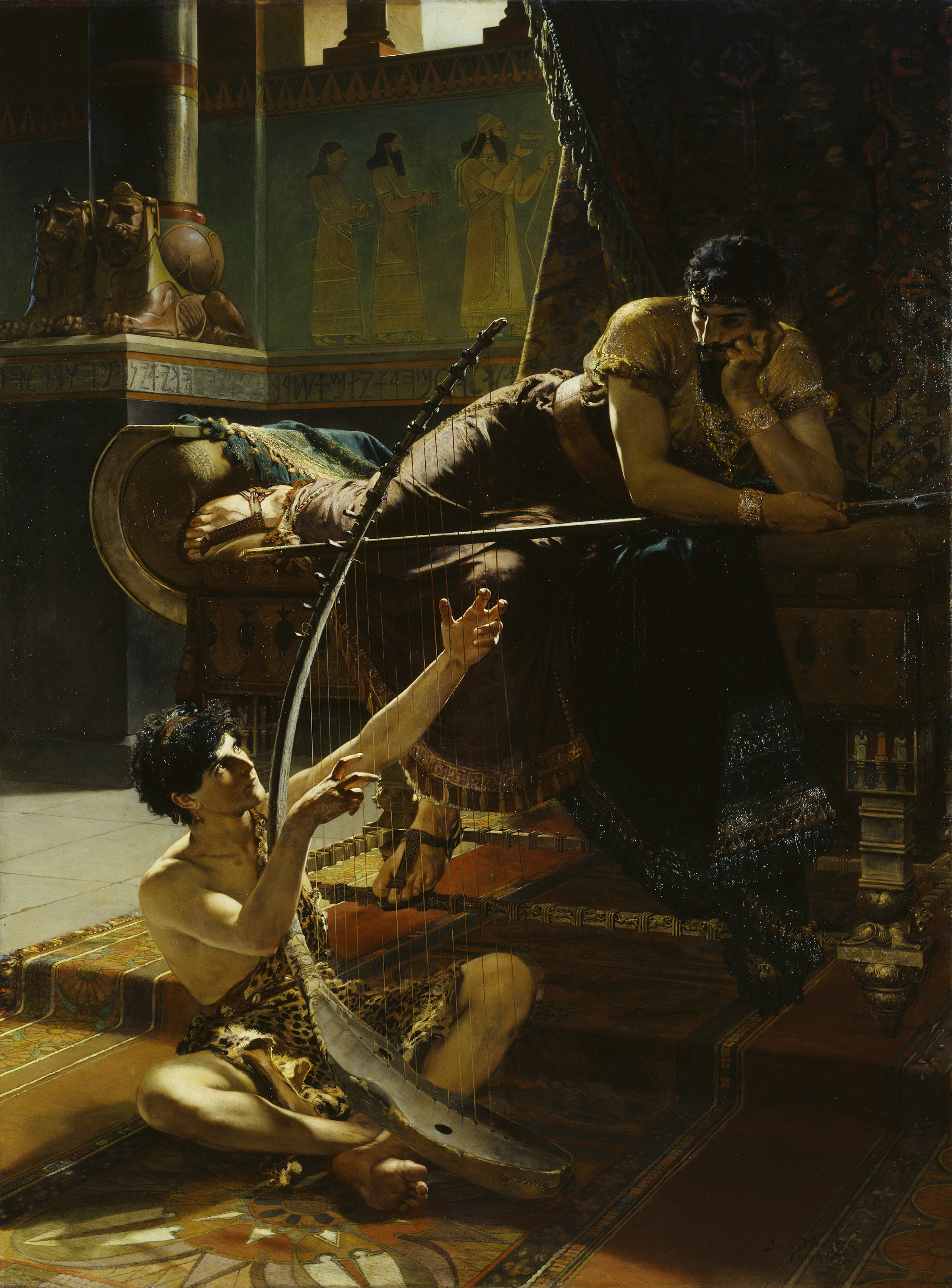
«Давид грає для царя Саула», 1885 р.
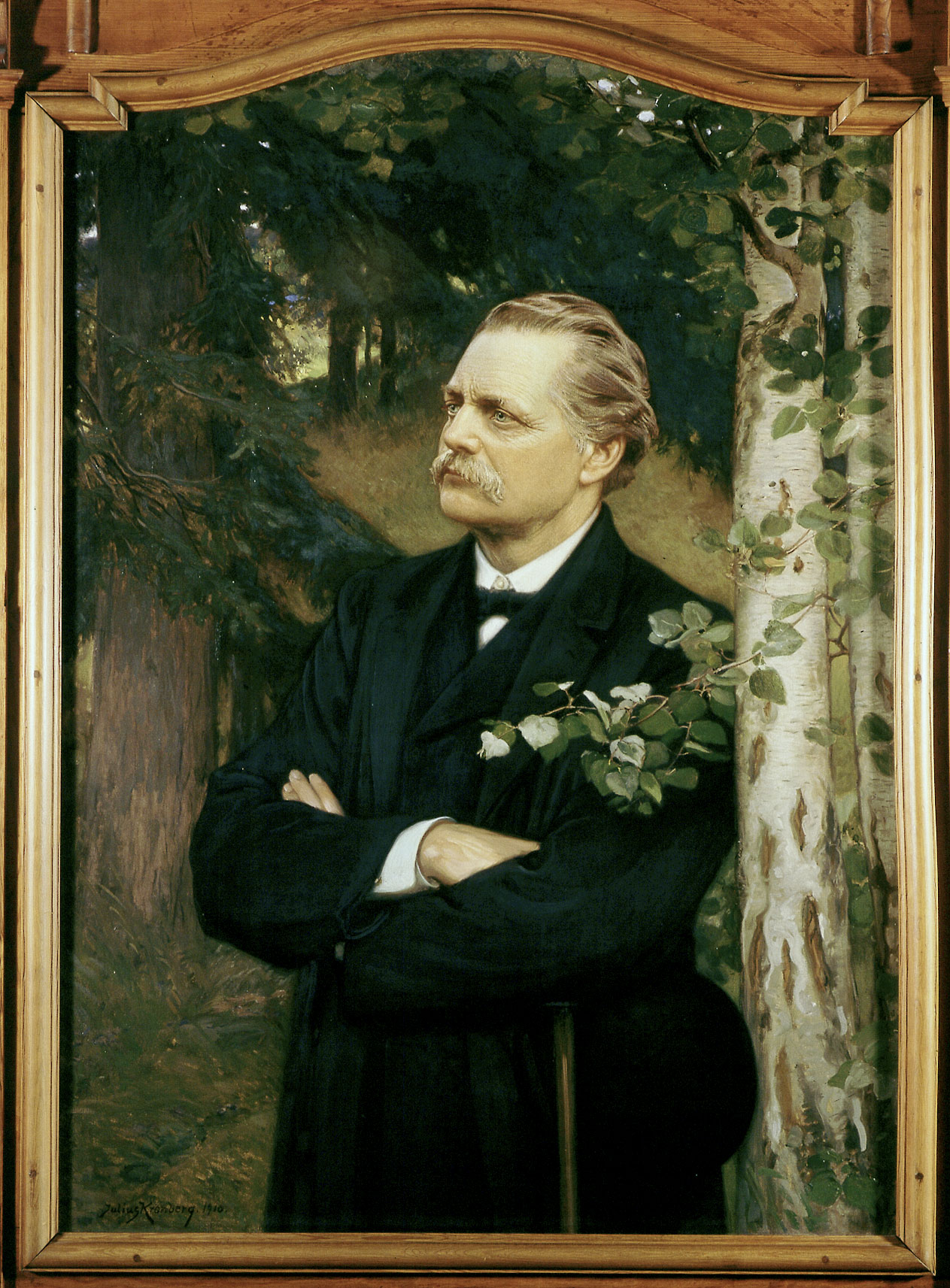
«Артур Хазеліус»
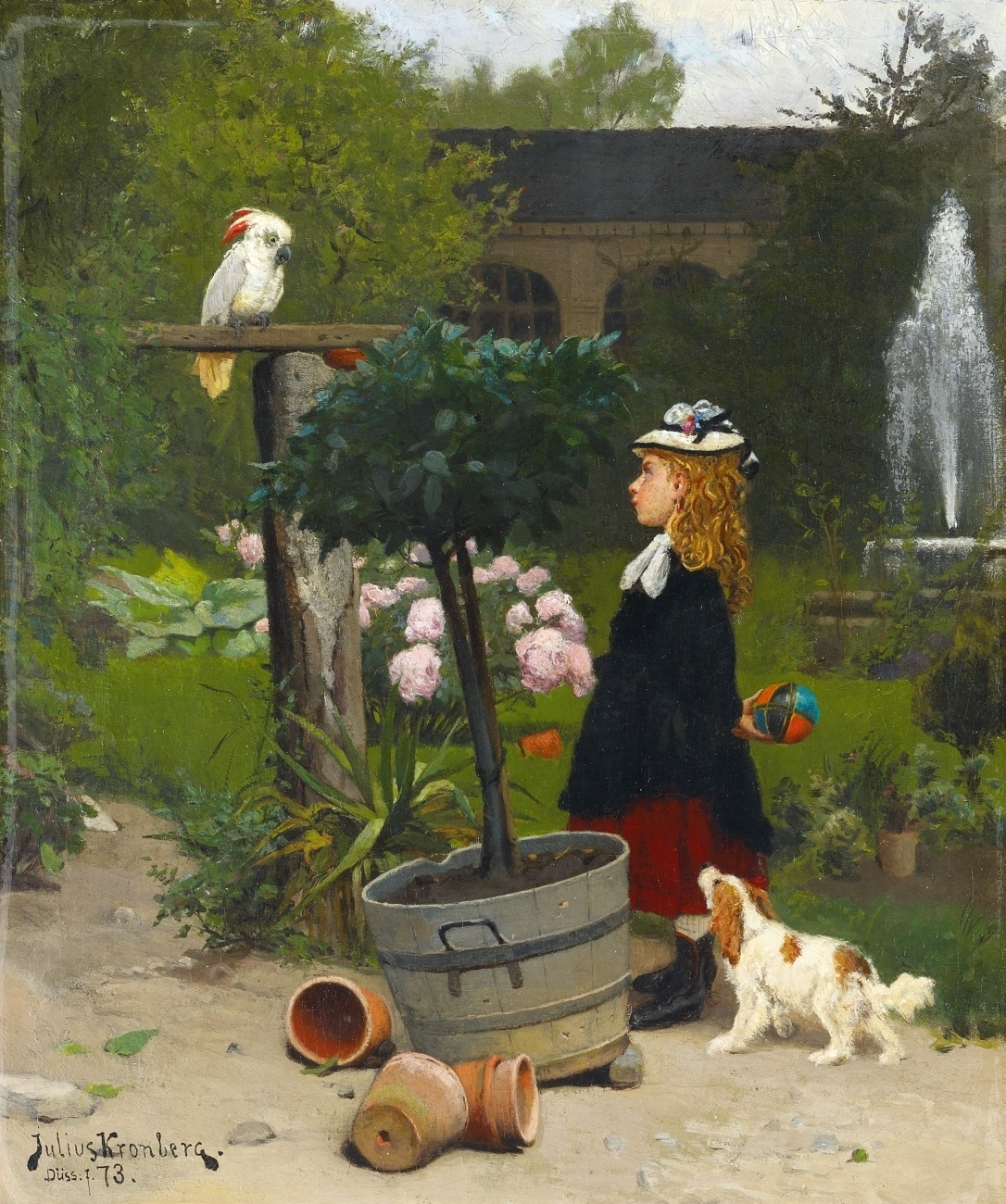
«Білий папуга», 1873 р.
« Гриби печериці»